# الدافع الأزرق

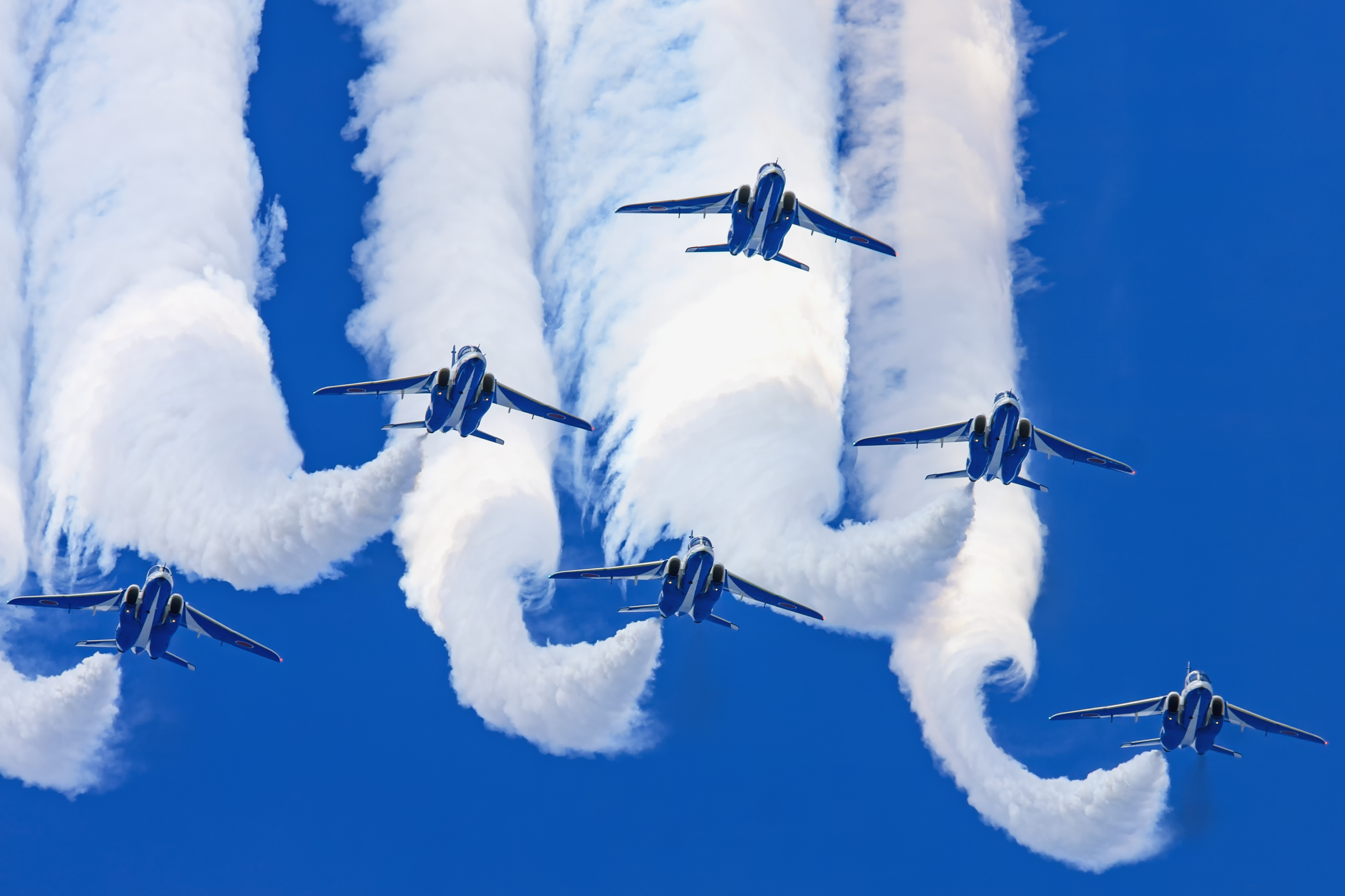
إحدى طائرات الفريق تي-4 أثناء مرور منخفض.

الدافع الأزرق (بالياباني:ブルーインパルス، بورو إنباروسو) هو فريق الاستعراض الجوي التابع لقوة الدفاع الذاتي الجوية اليابانية. تم إنشاء الفريق عام 1960 ويتكون حاليا من خمس طائرات كاواساكي تي-4.

## وصلات خارجية
- فريق الدافع الأزرق على موقع قوة الدفاع الذاتي الجوية اليابانية (باليابانية)